# 니코니코 대백과
니코니코 대백과(일본어: ニコニコ大百科 니코니코 다이햣카[*])는 미래검색 브라우저가 제공하고 있는 인터넷 백과사전이다.

## 개요
항목은 크게 문서와 게시판으로 구성되어 있다. 문서와 게시판의 열람은 누구라도 자유지만, 위키백과와는 다르게 문서를 편집하는 것과 게시판에 글을 게시하는 것은 니코니코 동화 계정이 있어야 하며 로그인이 필요하다.
게시판 작성은 니코니코 동화에 등록한 유저가 있고, 프리미엄 회원・일반 회원은 게시판에 글을 게시할 수 있지만, 문서 편집은 일정한 조건을 충족한 프리미엄 회원만이 가능하다.

### 문서
니코니코 대백과의 기초인 콘텐츠. 니코니코 동화에 관련된 키워드와 태그, 니코니코 동화에서 주목받은 동영상을 올린 유저, 업로드 된 동영상의 해설을 이용자가 자유롭게 투고 및 편집이 가능하다. 단, 작성과 편집의 경우에는, 니코니코 동화의 프리미엄 회원 등록이 필요하고 , 일반 회원은 열람만 가능하다. 니코니코 동화의 태그에 관련된 문서에 가능한 경우, 태그 옆에 니코니코 대백과의 해당문서로의 링크가 추가되어, 관련된 정보를 빠르게 열람할 수 있다. 대백과의 문서가 작성 되지 않은 경우, 태그에서 직접 신규 작성 페이지에 링크된다. 문서에는 그 키워드에 관련된 동영상과 관련 상품 등을 등록할 수 있다. 외부에 있는 그림을 붙여넣는 건 할 수 없다. 단, 니코니코 동화의 섬네일 그림, 게시판에서 그림 카키코로 표현된 그림 등은 붙여 넣을 수 있고, 문서에 필요한 그림은 대부분 유저 자신이 작업해 만든 그림 카키코로 구성되어 있다.

### 게시판
각 문서의 아랫 부분에, 문서에 대한 덧글을 달 수 있다. 동영상에 관한 문서의 경우는, 문서 본문이 미작성인 경우도 게시판을 이용 가능하다. 아직, 이하 같은 서비스도 존재한다.
그림 카키코
자신의 그림을 만들고 올릴 수 있다. 올려진 그림의 아랫 부분에 있는 〈그림 카키코 재생〉버튼을 눌러, 그림의 작성 과정을 볼 수 있고,〈연결해 나가다〉버튼을 눌러 그 그림의 미완성인 부분에 손을 보탤 수 있다.
피코 카키코
2008년 9월 1일부터 서비스 개시. 피코 한문이라 불리는 MML를 써서 음악을 올릴 수 있다.
게시판에 관련된 이 서비스는 일반 회원이라도 이용가능하고, 프리미엄 회원은 불필요.

## 역사
- 2008년 5월 12일 - 니코니코 대백과（임시）서비스 개시.
- 2008년 7월 25일 - 문서 수 10000개 달성.
- 2008년 9월 1일 - 히코 카키코 서비스 개시.
- 2008년 12월 29일 - 문서 수 30000개 달성.
- 2009년 3월 8일 - 문서 수 40000개 달성.
- 2009년 5월 8일 - 문서 수 50000개 달성.
- 2009년 10월 31일 - 문서 수 80000개 달성.
- 2010년 1월 16일 - 문서 수 100000개 달성.
- 2010년 8월 12일 - 문서 수 150000개 달성.
- 2011년 4월 4일 - 문서 수 200000개 달성.

## 비판
일본의 우익 성향을 대표하는 사이트인 탓에 주로 정치나 타국 관련 항목에서는 우익의 관점이 노골적으로 드러난다. 고이즈미 준이치로나 아베 신조 같은 자민당 출신의 정치인들에 대해서는 상당히 호의적으로 쓰여진 반면, 하토야마 유키오나 간 나오토 등의 민주당 정치인들에 대해서는 '중국이 보낸 스파이'나 '반일 정치인'으로 매도하는 내용으로 가득 차 있다. 특히 하토야마 유키오는 2013년에 1월 17일에 난징 대학살 추모 박물관을 방문했는데, 난징 대학살에 대한 언급은 일본 내에서 금기시된 사항이라 국민들로부터 강력한 비난을 들어야 했다. 여기에 중국과의 영유권 갈등이 강화되고 있는 댜오위다오 문제에 대해 "분쟁지역임을 인정할 필요 있다."고 언급했다. 다른 사람도 아닌 일본의 전임 대총리가 한 발언이라는 점에서 일본 내에서는 대단한 충격으로 받아들여지고 있다. 실제로 이 발언 직후 일본 방위상이 '역적'이라고 강도높게 비판했다.
대표적으로 난징 대학살도 난징 사건이라는 이름을 쓰며 자국이 저지른 만행은 일본어 위키백과에 비해서 상세하지 않으며 이렇게 논란이 되고 있다는 의견으로만 그친다. 설령 난징 사건을 난징 대학살로 제목을 고치고 상세하게 설명하려고 해도 편집제한이 걸려서 편집진을 제외하고 편집을 못한다. 니코니코 동화의 모 중국인 유저가 난징 사건이라는 제목을 쓰지 말고 난징 대학살로 명확하게 표기하고 보다 중립적인 서술을 니코니코 대백과 운영진에게 요구했지만 무시당했고, 결국 그 유저는 회원 신분으로 난징 사건 문서를 난징 대학살 문서로 편집을 시도했지만 운영진에게 제지당하고 결국 회원 자격 박탈 및 영구 차단까지 당했다. 또한 그 유저는 본국인 중국에서도 처벌을 받았는데, 니코니코 사이트 자체가 중국에서는 차단된 사이트라 감히 중국 정부가 차단한 사이트에 멋대로 접속하여 활동했다는 이유로 또 처벌을 받았다고 한다.
물론 이런 문제는 니코니코 대백과만의 문제는 아니고 일본 인터넷 전반의 문제가 고스란히 반영된 것이기도 하다.

## 같이 보기
- 픽시브 백과사전
- 한국어 위키 목록